# Castillo de Zamora
El castillo de Zamora es una fortificación de la localidad de Zamora (Castilla y León, España).

## Historia

### Origen
El origen del propio edificio plantea el primer problema. Según las crónicas fue mandado construir por Alfonso II de Asturias, aunque los estudios realizados por diferentes historiadores afirman que probablemente estaría realizado por Fernando I de León. Por tanto, el edificio dataría de mediados del siglo XI. En cualquier caso, de esta época quedan muy pocos restos.

### Paso del tiempo

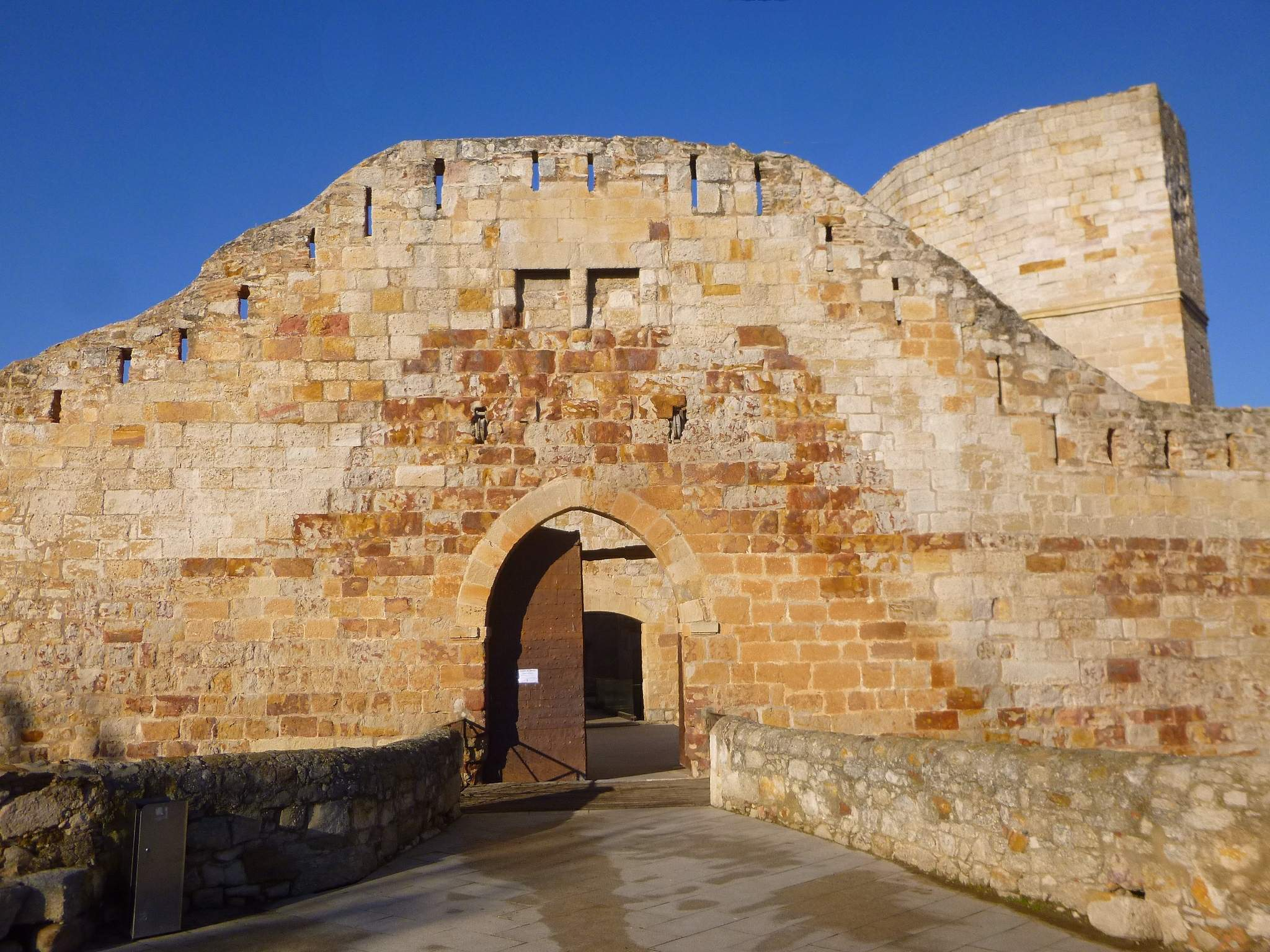
Puerta del castillo y puente levadizo

La ciudad de Zamora constituía un pilar básico para los reinos cristianos en el proceso de reconquista. De hecho, la toma de esta ciudad a los árabes es descrita en sus crónicas como un terrible varapalo. Es por ello que históricamente ha tenido importancia desde su edificación hasta siglos posteriores. Bajo el reinado de Felipe V se le hicieron reformas destinadas a adaptarlo a las nuevas técnicas de guerra, como la potente artillería.

### Actualidad
Actualmente se conserva el perímetro del castillo, rodeado de un foso que se halla casi íntegro. Los muros de mayor importancia, el patio de armas y la torre del homenaje también han llegado hasta nuestros días. El Decreto de 22/04/1949 lo declara bajo su protección, mientras que en la ley 16/1985 se le señala protegido por el Patrimonio Histórico Español. Hoy en día es propiedad del Ministerio de Educación, Cultura y Deportes, que se encarga de su conservación. La ciudad de Zamora lo utilizó para albergar la Escuela de Arte y Superior de Diseño de Zamora, y hasta el 2007 albergó la Escuela Oficial de Idiomas.
Después de cuatro años de obras, el pasado 2009 concluyeron los trabajos de recuperación y consolidación de las estructuras defensivas y El Castillo de Zamora pudo abrirse al público para su visita, con una imagen totalmente renovada tanto de la fortaleza como de los jardines colindantes. Integrado en el recinto defensivo, y formando parte de su conjunto y de su estructura, se ha instalado el espacio expositivo Baltasar Lobo, Castillo Centro de Arte, dedicado a la obra del escultor zamorano.

## Características

### Configuración

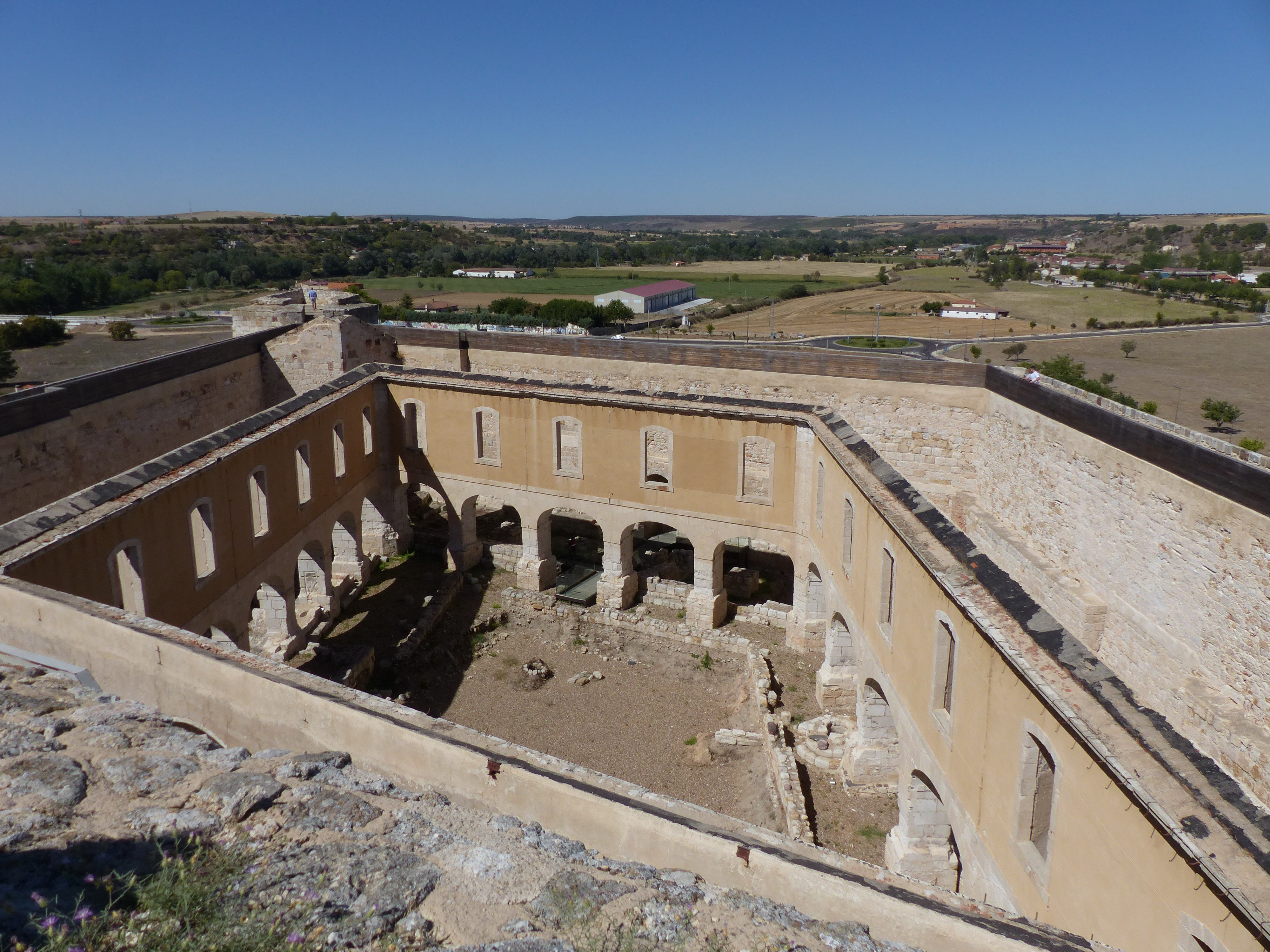
Interior

El castillo de Zamora tiene una planta con forma de rombo. En ella destacan tres torres (dos con cinco puntas y una con siete). Todo el edificio está flanqueado por un foso de gran profundidad, que a su vez le da seguridad el gran grosor de los muros —más de dos metros de media—. Para acceder a él hay un puente que antaño era levadizo y que va a parar a una puerta con un arco apuntado.
Tal y como se ha dicho antes, de la base original no quedan muchos vestigios. Además, tras las reformas acometidas por Felipe V buena parte de la estructura fue modificada, con la inclusión de un terraplén y algunos elementos más que lo adaptaban al contexto de la época.

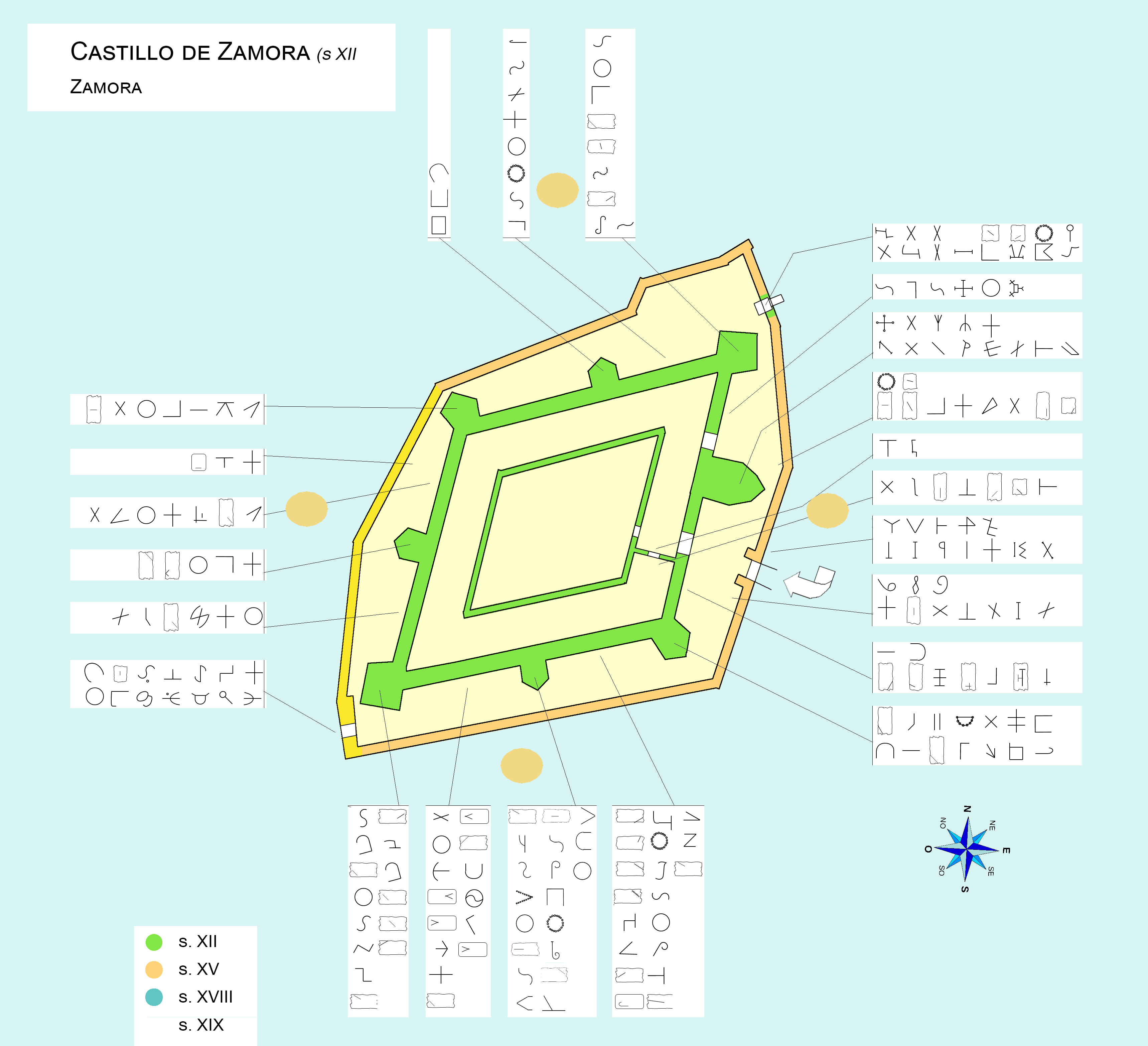
Planta de la fortaleza y marcas de cantero:
• Puerta de acceso al recinto medio
• Puerta de Santa Columba
• Torre del homenaje
• Marcas de cantero

### Planta
Según la descripción de declaración B.I.C. (pág. 169), la fortificación está formada por tres recintos:

• El interior de planta romboidal con siete torreones pentagonales y la torre del homenaje en el lienzo este.

• El recinto exterior envuelve al primero con un trazado irregular, formando parte de las murallas urbanas en sus lados oeste y norte.
En el lado occidental se abre la puerta de santa Columba del siglo XII.

• Un tercero al exterior del foso constituido por un revellín.

### Marcas de cantero
Se han identificado 600 marcas de cantero de 142 tipos situadas en el recinto medio y 155 marcas de 60 tipos diferentes en el recinto exterior.

### Importancia
Se trata de una de las obras más importantes dentro del recinto amurallado de la propia ciudad, así como del contexto castellano y leonés en general. Está ubicado sobre una elevación natural que le daría más poderío defensivo si cabe.

### Entorno en la ciudad

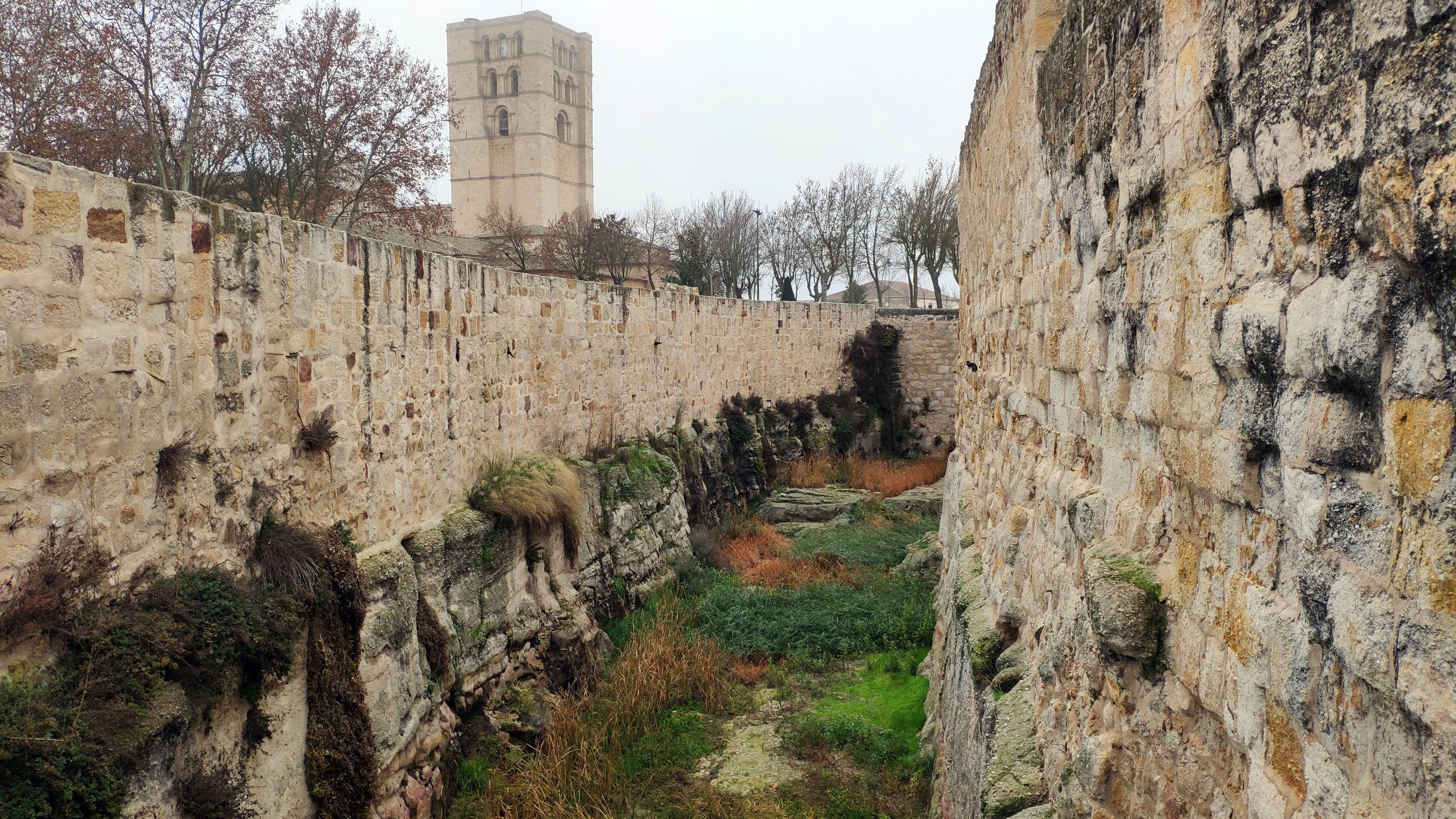
Foso del castillo. Al fondo, campanario de la catedral de Zamora

Anexa al castillo se encuentra una zona conocida como "parque del Castillo", formada por unos jardines y un mirador. Estas darían cuenta de las reformas llevadas a cabo entre los siglos XVI y XVIII, por lo que con un simple vistazo se puede observar una curiosa conjugación entre propuestas arquitectónicas separadas en el tiempo por varios siglos.